# Завтрак на траве (картина Моне)
«Завтрак на траве» (фр. Le déjeuner sur l’herbe) — картина французского художника Клода Моне, написанная им в 1866 году. Оригинальная, частично утраченная картина хранится в Музее Орсе в Париже (Франция). Меньшая версия-эскиз картины находится в коллекции Государственного музея изобразительных искусств имени А. С. Пушкина в Москве (Россия).
Клод Моне, один из основателей и последовательный сторонник движения импрессионистов, написал «Завтрак на траве» для заявки на Парижский салон 1866 года, а также в качестве вызова Эдуарду Мане с его одноимённой картиной довольно фривольного содержания. Работал художник в 1865—1866 годах на природе в лесу Фонтенбло под Шайи, а затем в своей студии в Париже. Первоначально исполнив меньший вариант композиции размерами 130 × 181 сантиметр, Моне начал его переносить на холст высотой и длиной 4 на 6 метров соответственно. Столкнувшись с проблемами написания картины таких огромных размеров, он несколько раз переписывал её, в том числе под влиянием комментариев Гюстава Курбе, в результате чего окончательно испортил полотно и вовсе прекратил всякую работу над ним.
Для того, чтобы хоть что-то показать на Салоне 1866 года, Моне в короткие сроки написал «Женщину в зелёном», которая была положительно оценена критикой. Тем не менее в следующем году картина «Женщины в саду», написанная по мотивам «Завтрака», не была одобрена к показу жюри выставки для «спасения искусства» от этого «отвратительного» импрессионизма. Находясь в тяжёлом материальном положении, в 1878 году художник в качестве залога просроченной задолженности оставил неоконченный «Завтрак на траве» арендодателю дома, который он снимал вместе с семьёй в Аржантёе. В 1884 году Моне выкупил картину и разрезал её на три части. Один фрагмент был утрачен, успев подгнить во время хранения в подвале арендодателя, тогда как остальные два через частные руки попали в Музей Орсе в Париже, где и находятся в настоящее время. Меньшая версия в 1904 году была куплена русским коллекционером Сергеем Щукиным и после национализации его галереи в советское время передана в Государственный музей нового западного искусства. Позднее, когда музей был расформирован в 1948 году, она была передана в Государственный музей изобразительных искусств имени А. С. Пушкина в Москве, где ныне и хранится.
Композиция представляет собой сцену пикника в лесу с участием 12 человек, мужчин и женщин, лежащих, стоящих и сидящих под деревьями. Большинство мужских фигур были списаны Моне с фигуры своего товарища и художника Фредерика Базиля, ездившего вместе с ним в Шайи, тогда как женские — со своей жены Камиллы. Господа изображены в пиджаках и брюках, дамы же в кринолинах. Между ними на траве разложена скатерть с разнообразными яствами. Обе версии, если судить по оставшимся фрагментам большого полотна, схожи, за исключением некоторых цветовых решений, в том числе касательно вида платьев.

## Контекст

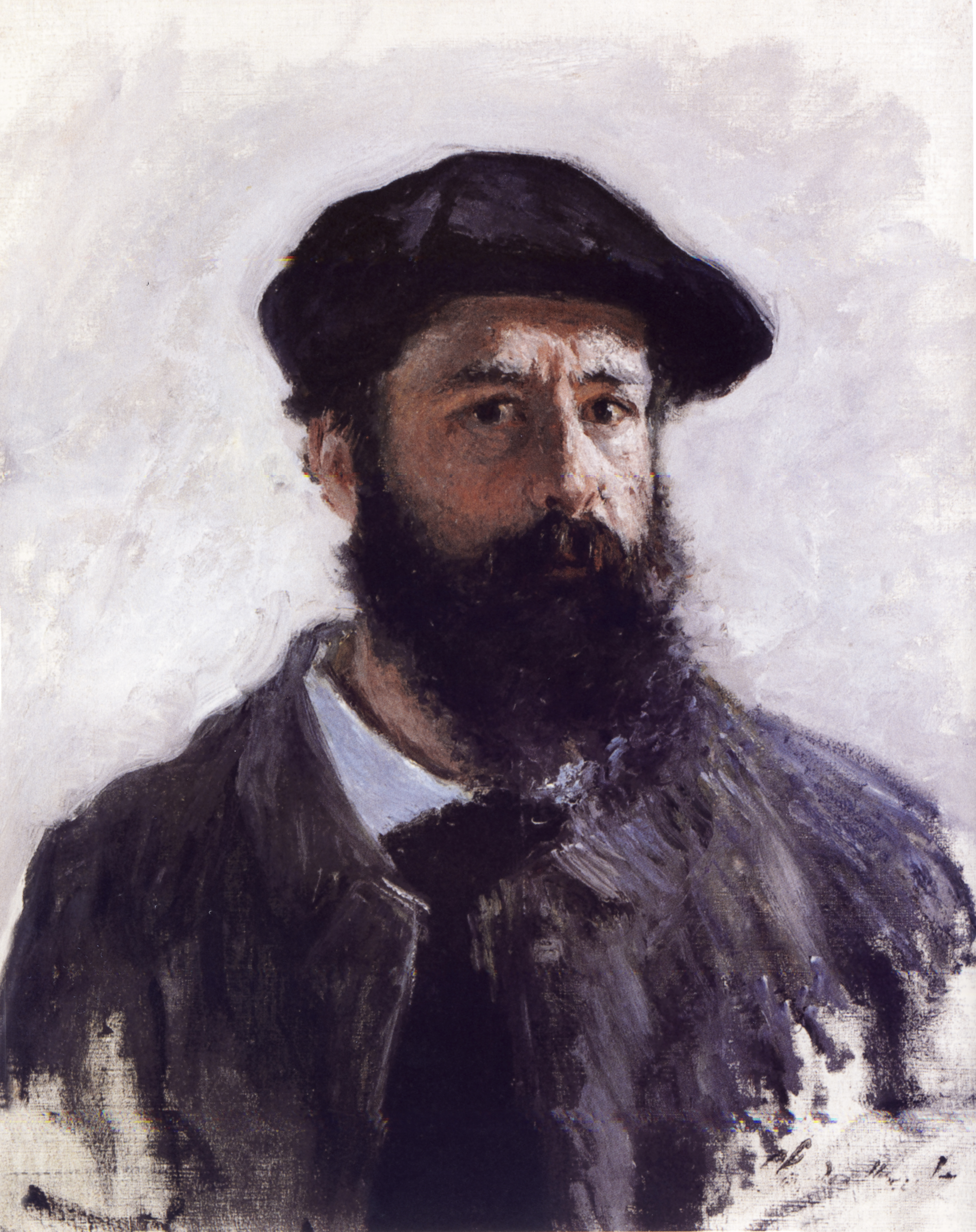
Клод Моне, автопортрет

Клод Моне (1840—1926) является одним из основателей и представителей движения импрессионистов, зародившегося во Франции в конце XIX века. На протяжении всей своей долгой карьеры Моне придерживался принципов импрессионизма, и именно он считается наиболее последовательным сторонником этой художественной школы, а также одним из самых выдающихся пейзажных живописцев в истории искусства. Примечательно, что само возникновение термина «импрессионизм» связывают с его художественным полотном «Впечатление. Восходящее солнце» 1873 года, в настоящее время находящимся в музее Мармоттан-Моне в Париже. Истоки этого течения восходят к молодости художника, проведённой им в Гавре, где Моне восхищался тем, как маринист Эжен Буден пишет свои картины на открытом воздухе, и впоследствии почерпнул у него эту художественную манеру. После двух лет, проведённых с армией в Алжире с 1860 по 1862 год, он вопреки воле родителей отправился в Париж для того, чтобы учиться живописи. Вместо просиживания в Лувре за копированием полотен старых мастеров, что было традиционной практикой для молодых художников, Моне обратился к работам старших современников, в частности Эдуарда Мане, Камиля Коро и Гюстава Курбе. Именно в Париже Моне крепко сдружился с художниками, которые станут основными членами движения импрессионистов, такими как Камиль Писсарро, Поль Сезанн, Огюст Ренуар, Альфред Сислей и Фредерик Базиль. Считается, что основы импрессионизма были заложены именно Моне и Ренуаром, которые в конце 1860-х годов вместе начали писать свои картины на темы природы лишь на открытом воздухе. Являясь сторонником только этой техники, Моне на всю жизнь увлёкся перцепционным отображением действительности, особенно по части изображения вариаций цветовых эффектов света и тени в конкретный час и сезон. Реалистичное изображение световых эффектов основывалось на глубоком понимании Моне законов оптики, а также на его опыте собственных наблюдений. Примечательно, что часто, изображая естественный свет, Моне расчленял его на различные составляющие по методу призмы. При этом художник сознательно отбросил все чёрные и серые тона из своей палитры и таким образом полностью отверг академический подход к пейзажной живописи. В то же время, в 1866 году, Моне встретил свою будущую жену — Камиллу Донсье, вскоре ставшую одной из его моделей. Не будучи замужем за художником, она забеременела и родила от него своего первого сына. Родственники Моне назвали такое поведение неэтичным, тогда как он сам из-за своих новаторских полотен был изгнан из академических салонов и стал жить практически в полной нищете.

## История создания

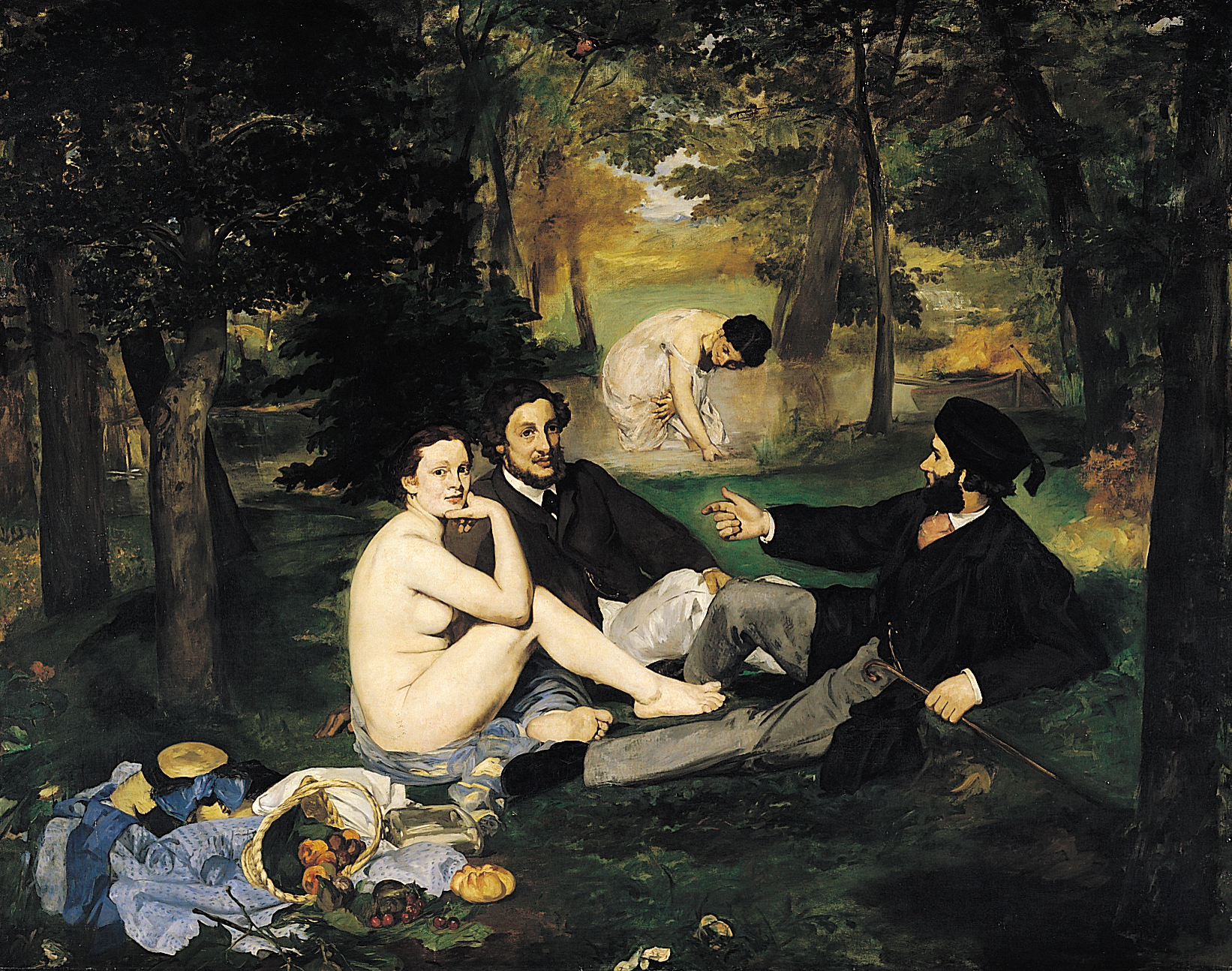
«Завтрак на траве», Мане

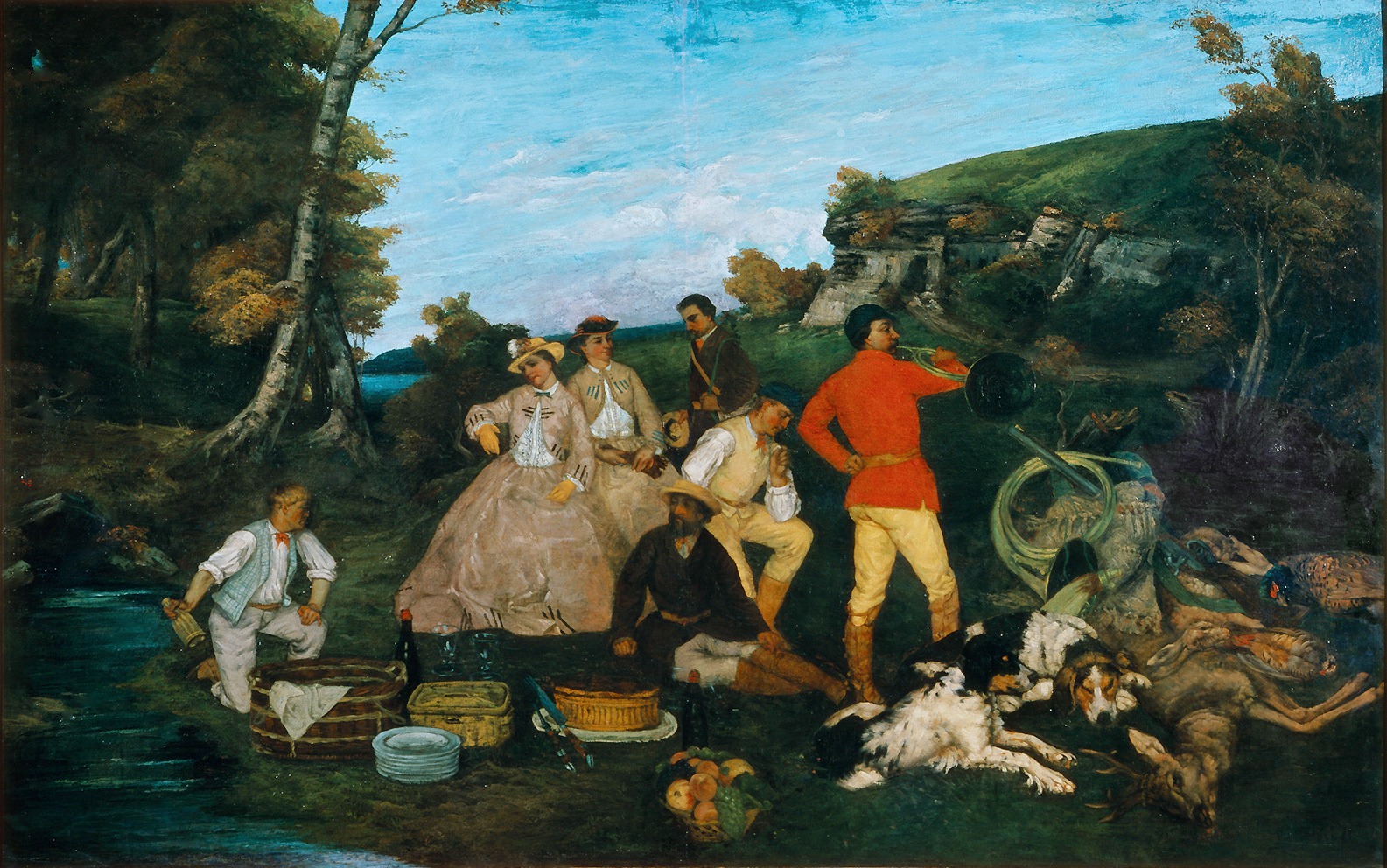
«Завтрак на охоте», Курбе

В 1865 году, под впечатлением от одной из своих поездок на этюды в Фонтенбло, Моне задумал написать монументальную картину размерами 4 × 6 м для заявки на Парижский салон 1866 года. Он хотел перейти от малых форм к большим, и написание такого большого полотна рассматривалось художником как вызов самому себе и вместе с тем представителям общественности, которые с сарказмом раскритиковали его картины на Салоне отверженных ещё в 1863 году. Между тем тремя годами ранее, в 1862 году, Мане создал одноимённую картину (холст, масло, 208 × 264,5 см; Музей Орсе), отвергнутую Салоном 1863 года из-за своей «непристойности». Появление данной работы на Салоне отверженных эпатировало публику и ознаменовалось скандалом из-за изображения обнажённых женщин в группе одетых людей, среди которых было можно узнать достаточно известных личностей. Моне задумал своё полотно в качестве вызова и одновременно дани Мане, избрав ту же тему, но подойдя к ней с другим стилем, которым тоже хотел удивить зрителя, но уже с другой стороны. Как и ранее Жерико, Моне в тот момент было только 25 лет, когда он решился на создание работы, которая была бы в три раза больше, чем «Завтрак» Мане, и в два раза шире, чем «Завтрак на охоте» Курбе (холст, масло, 207 × 325 см; Музей Вальрафа-Рихарца). Задав моду на живописание пикников, Мане не терпел того, когда его сравнивали и ставили рядом с Моне, «этим выскочкой из Гавра». Между тем картины Мане и Моне часто путали, вследствие чего последнему приходилось подписывать свои работы, в том числе и «Завтрак на траве», не просто фамилией, но также и именем. Впоследствии они стали друзьями.

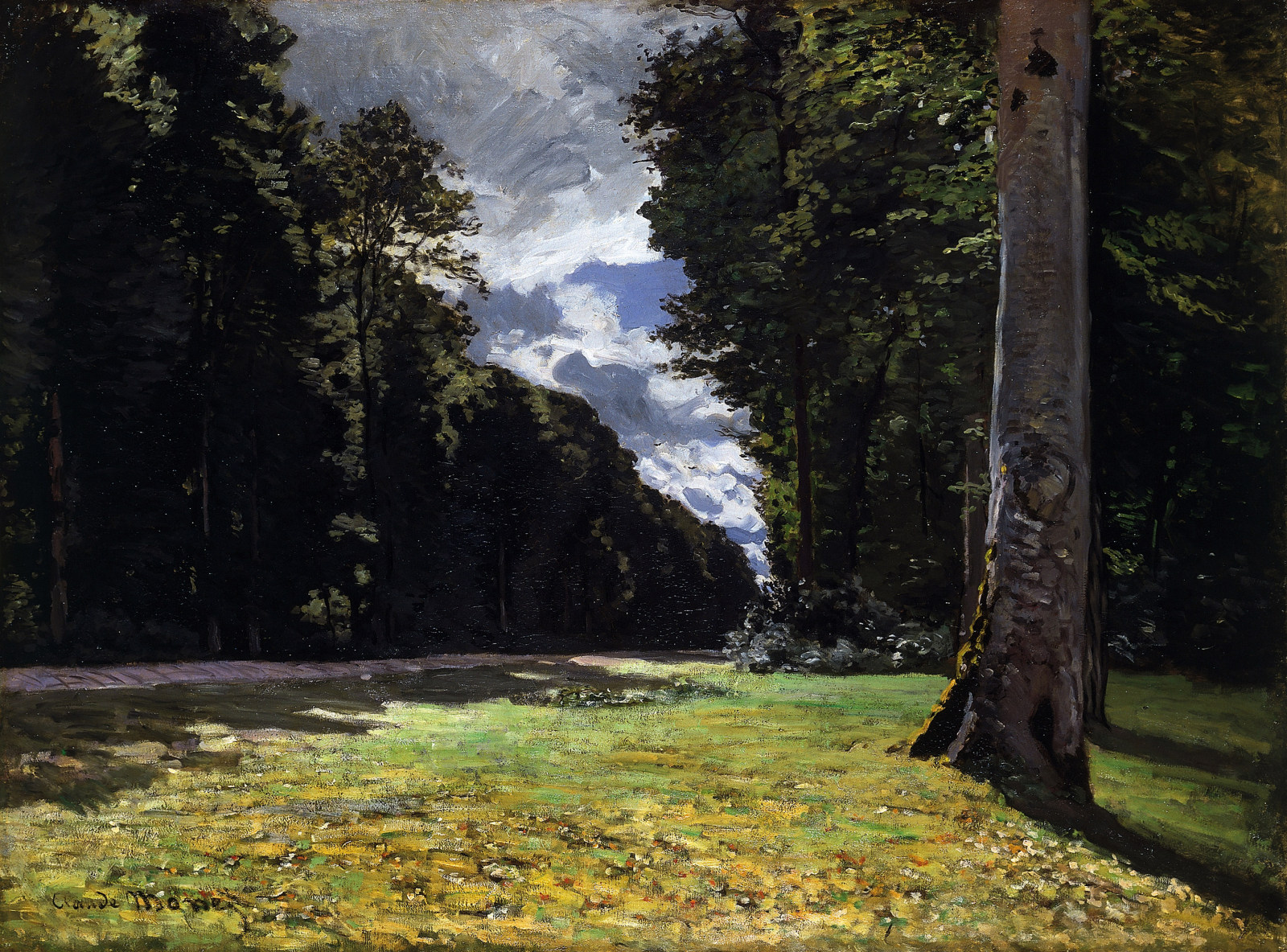
«Дорога на Шайи…», Моне (Ордрупгаард)
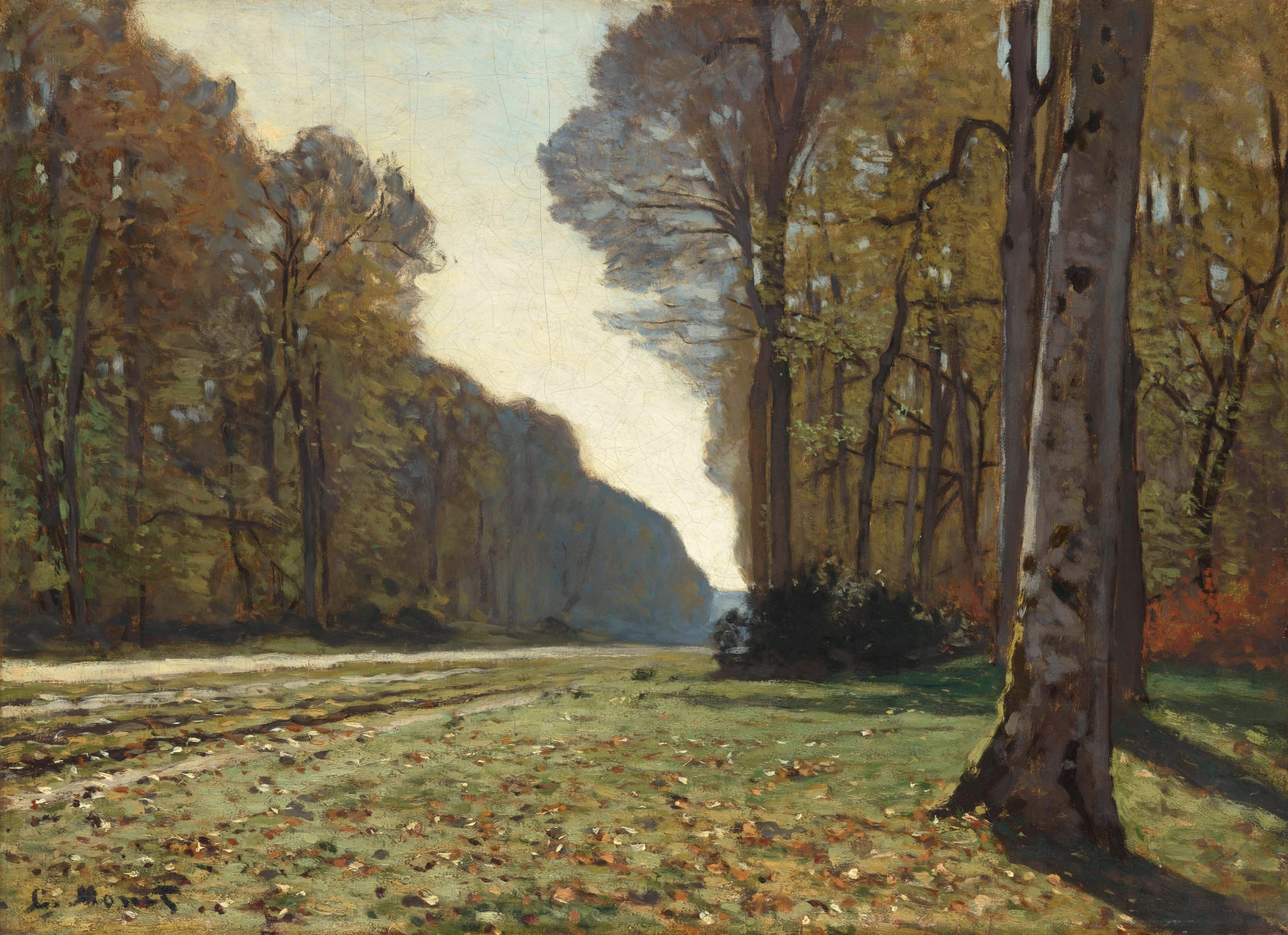
«Дорога на Шайи», Моне (Орсе)
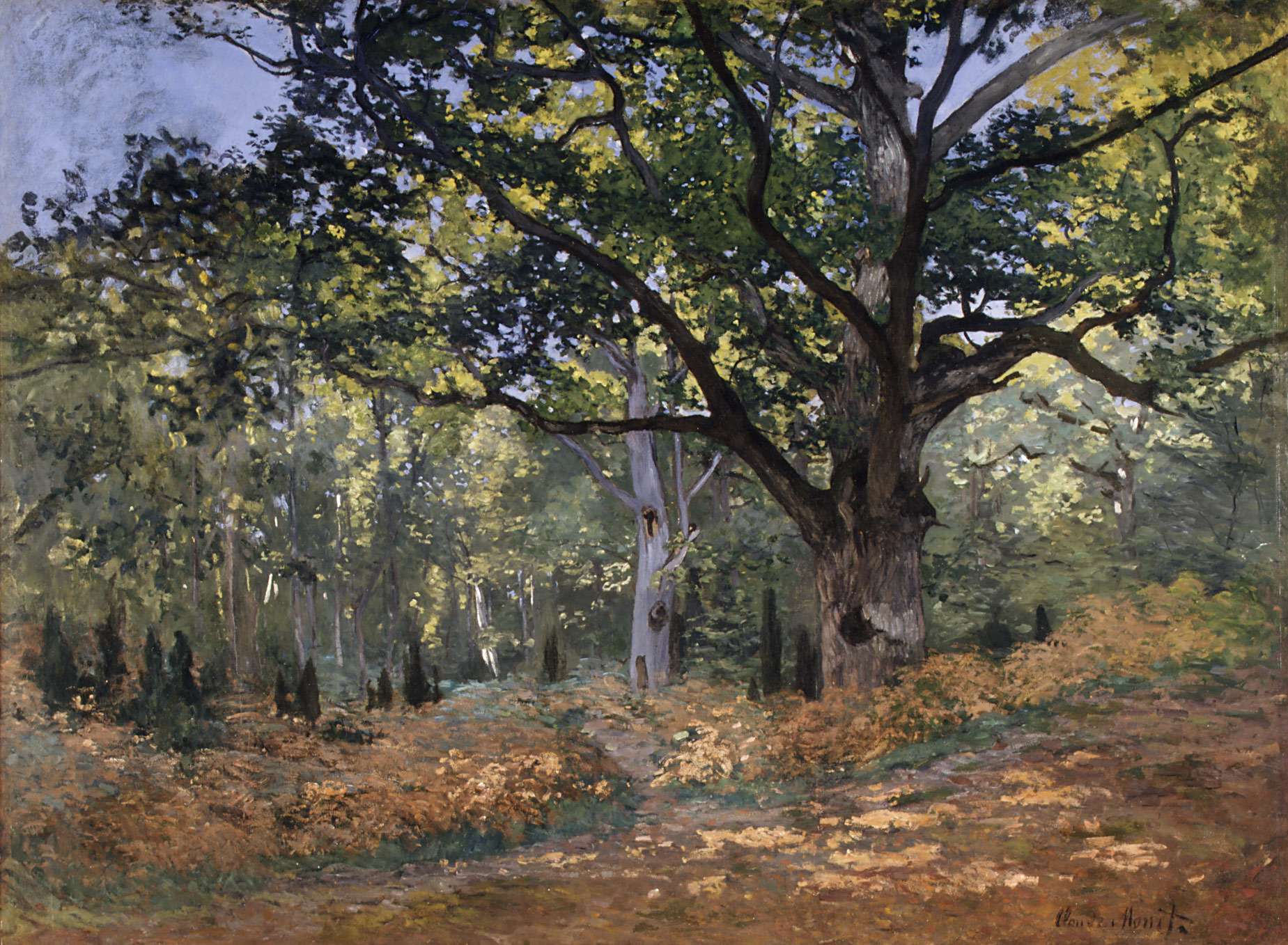
«Дуб Бодмера…», Моне (Метрополитен)

Работа над картиной началась весной 1865 года: с апреля по октябрь Моне с одной целью — написать сцену пикника с множеством фигур — пробыл в Шайи, на окраине леса Фонтенбло, своеобразной студии импрессионистов. Проведя несколько месяцев в ожидании Базиля, модели и одного из героев будущего полотна, Моне создал ряд пейзажных этюдов, варьирующихся от маленьких эскизов до больших набросков. Из них можно выделить несколько отдельных произведений пейзажного искусства, которые сам Моне считал значительными среди остальных своих работ: «Дорога на Шайи через лес Фонтенбло» (холст, масло, 97 × 130,5 см; Музей Ордрупгаард), «Дорога на Шайи» (холст, масло, 43 × 59 см; Музей Орсе), «Дуб Бодмера, лес Фонтенбло на дороге в Шайи» (холст, масло, 96,2 × 129,2 см; Метрополитен-музей). Работал он на природе, широко и свободно, достигнув тех тонов, того контраста света и тени, каковых на то время не было ни у Курбе, ни у Мане. Эти эскизы больших деревьев с отбрасывающими тень ветками и листьями, созданные примерно в одних и тех же местах, послужили ландшафтным фоном для будущего «Пикника». Последняя работа особо примечательна тем, что на ней запечатлён дуб Бодмера, названный так в честь швейцарского художника Карла Бодмера, который на Салоне 1852 года выставил работу с изображением данного дерева, после чего оно стало любимцем художников и фотографов, в частности Гюстава Ле Гре.

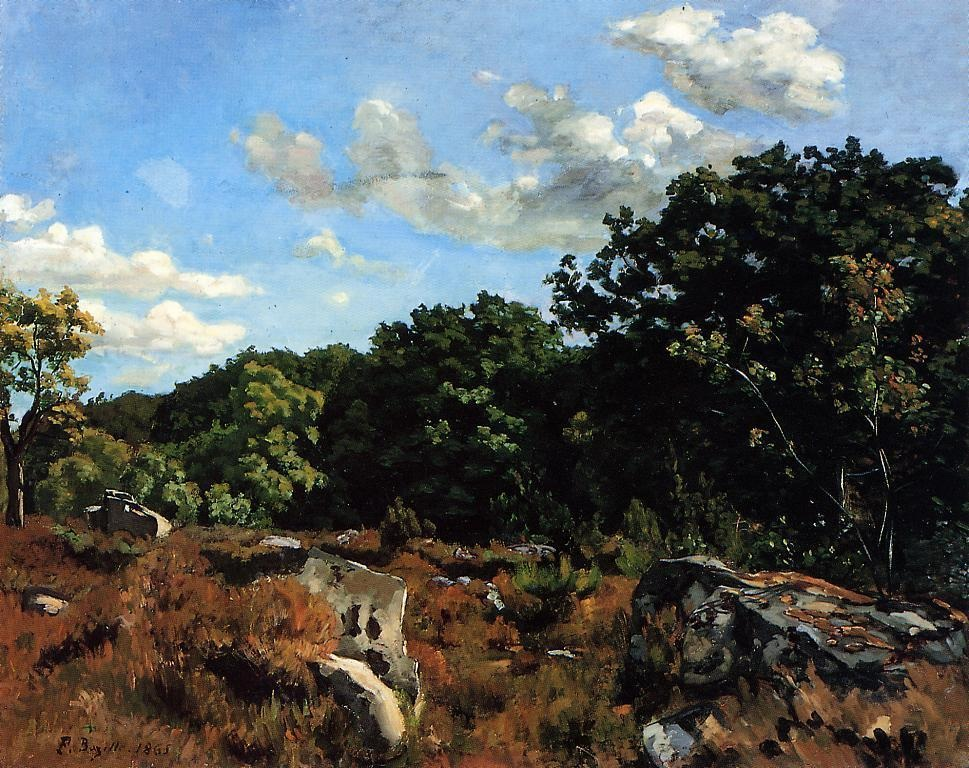
«Пейзаж Шайи», Базиль

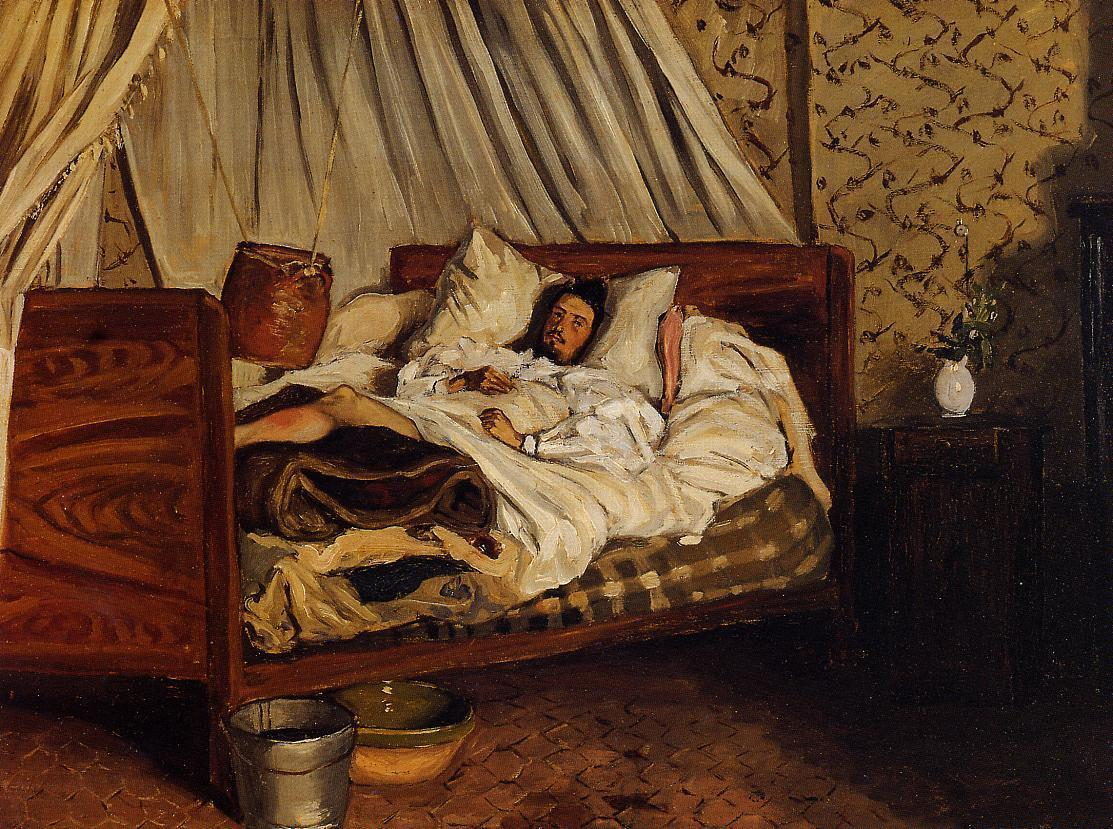
«Импровизированный госпиталь», Базиль

Базиль приехал в Шайи в августе 1865 года и жил там до сентября, поразившись большим и красивым лесным пространствам и написав несколько этюдов, которые форматом и палитрой были подобны работам Моне: сверкающее голубое небо, темно-зелёная листва, красновато-коричневый подлесок с оранжевыми бликами; среди них выделяется «Пейзаж Шайи» (холст, масло, 81 × 100,3 см; Чикагский институт искусств). Будучи наследниками представителей «барбизонской школы» Руссо и Милле, Моне и Курбе в отличие от них не наделяли деревья антропоморфными чертами и не проецировали свои чувства на неодушевлённые объекты природы. Они концентрировались не на «понимании деревьев», а на том, как свет падает на них и раскрывает их формы, цвета и текстуру. Моне и Курбе хотели передать состояние леса тогда, когда они в нём были и его писали, достигая в живописи практически фотографической точности. Моне, конечно же, знал о существовании пейзажной фотографии и, возможно, даже мог видеть работы Ле Гре. Естественно, что когда Моне и Ле Гре пошли по отдельности в один и тот же лес, у них получился одинаковый результат с поправкой на то, что художник обладает большей свободой и может одним взмахом кисти легко убрать ветку или камень из нужного места в отличие от фотографа. Однажды во время работы, в попытке защитить детей от летящего на них бронзового диска, с которым играли какие-то неуклюжие англичане, Моне повредил ногу и слёг в постель. Специально для него Базиль, будучи студентом-медиком, разработал приспособление, которое при помощи противовеса приподнимало повреждённую ногу. Такого раненого художника Базиль запечатлел в работе «Импровизированный госпиталь» (холст, масло, 48 × 65 см; Музей Орсе).

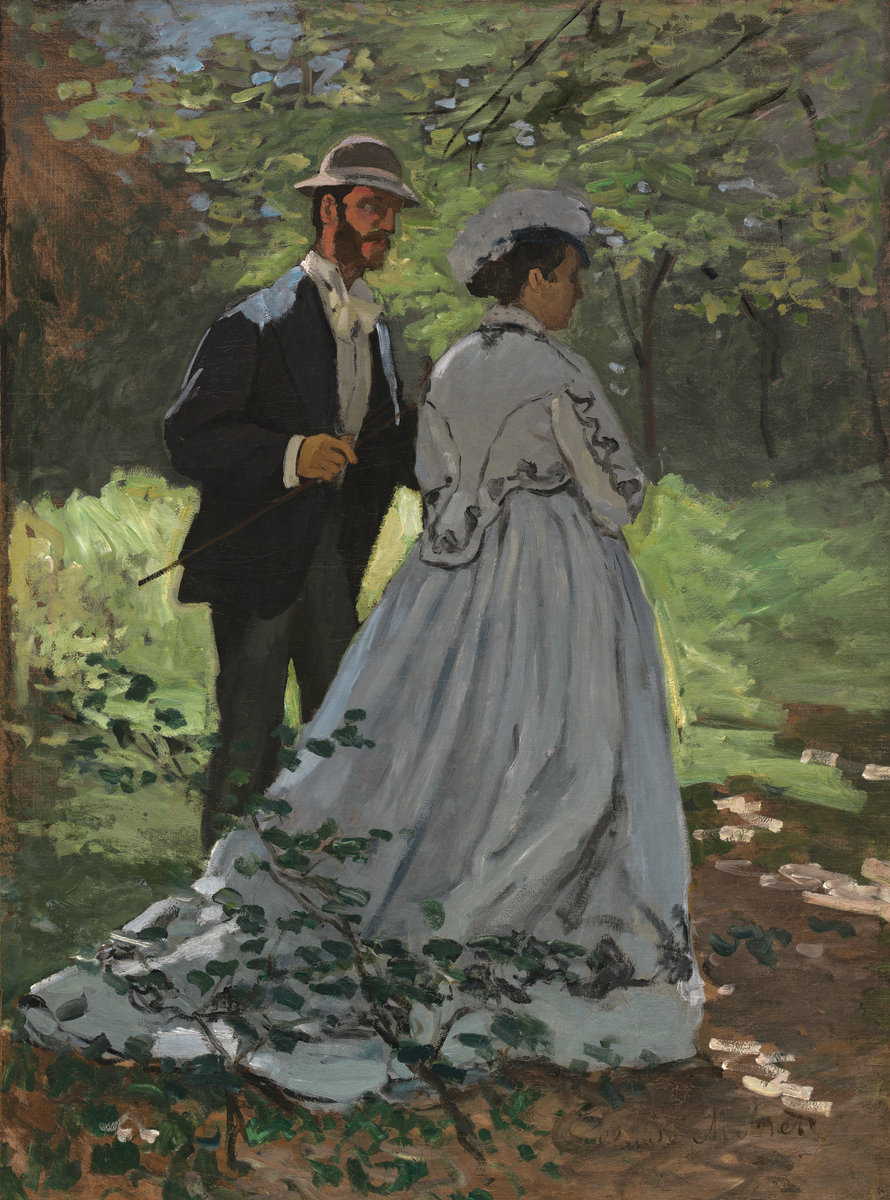
«Базиль и Камилла», Моне

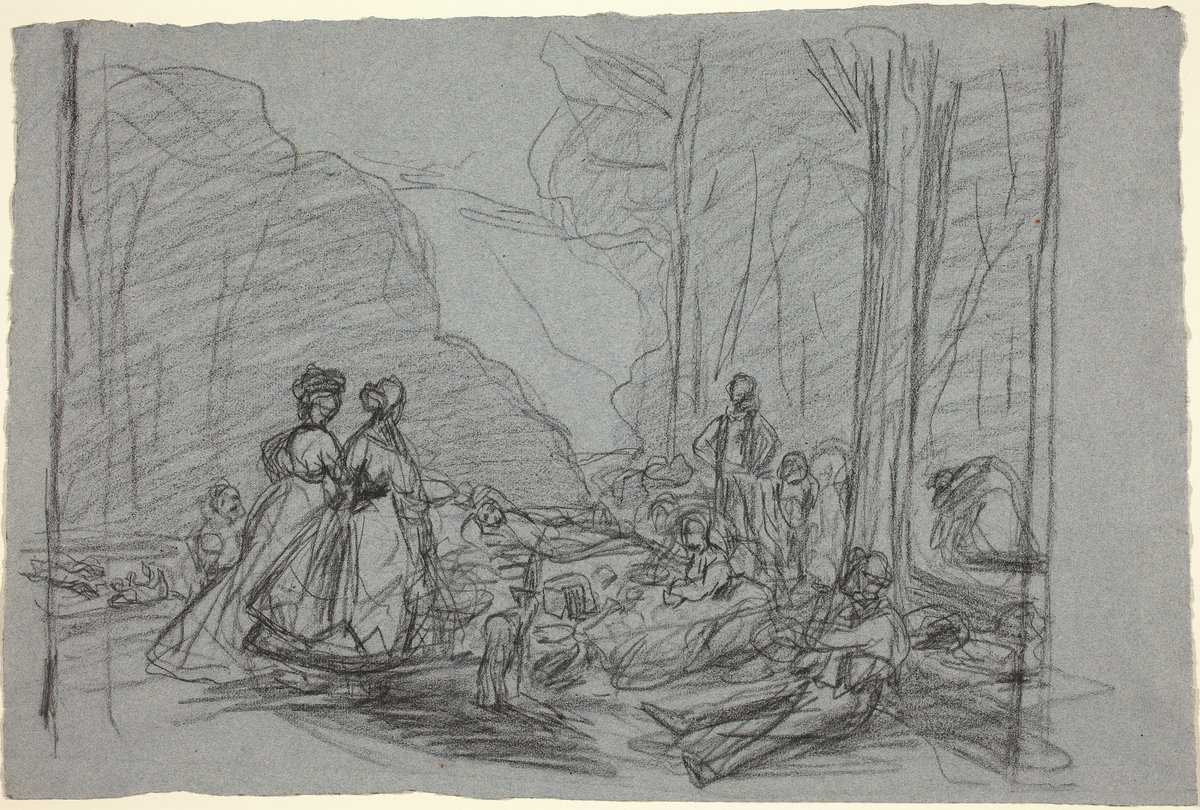
Зарисовка композиции, Моне

После приезда Базиля Моне активно взялся за написание групповых этюдов. Для мужских фигур вместе с Базилем позировал Альберт Ламброн, друг Моне, а большинство женских фигур, возможно, были списаны им с нескольких женщин или даже с одной — своей возлюбленной Камиллы, которая, однако, не ездила в Шайи. Из групповых этюдов Моне того времени сохранился лишь один: «Базиль и Камилла» (холст, масло, 93 × 68,9 см; Коллекция Алисы Меллон Брюс, Национальная галерея искусства), который хранился у Мишеля Моне, сына художника, а затем у Эдварда Молино. Там же хранится и зарисовка композиции картины (бумага, мел, 30,5 × 46,8 см), сделанная Моне в 1865 году и подаренная Базилю. Известен также один предварительный набросок женских фигур, находящийся в альбоме Моне (бумага, мел, 26 × 34 см; музей Мармоттан-Моне). В мае 1865 года Моне писал Базилю: «Я думаю только о моей картине, и если я совершу ошибку, я думаю, что сойду с ума». Начав в Шайи, а закончив в мастерской в сентябре 1865 года, Моне создал очень тщательно выписанный меньший вариант композиции (холст, масло, 130 × 181 см; Музей изобразительных искусств имени А. С. Пушкина), по которому в настоящее время можно с большой точностью восстановить изначальный замысел всего большого полотна.

«Высадка на остров Киферу», Ватто

Вернувшись в Париж, Моне занялся переносом эскиза на холст поистине монументальных размеров, прекрасно осознавая всю сложность предстоящей работы. Он сохранил акцент на ярких контрастах светотени, а также — свежие и свободные мазки, стремясь к спонтанности сюжета и сцены на природе, самого трудного элемента картины. Наиболее значительное различие между эскизом и окончательной работой заключается в замене сидящего безбородого и худого молодого человека на более взрослого, бородатого и дородного, имеющего благодаря своей бородке с бакенбардами поразительное сходство с Курбе. Фигура Базиля же послужила основой сразу для нескольких мужчин, по крайней мере, четырёх. Также платье первой стоящей слева женщины стало серо-красным вместо белого с чёрной отделкой, а на голове у неё появилась другого вида шляпа; в то же время оранжевое платье второй стоящей дамы и полосатое платье сидящей женщины остались незавершёнными. Необычайная композиция, наполненная живой ритмичностью наклона женских головок, признательными взглядами и вытянутыми руками, стала своего рода данью почтения элегантной картине Ватто «Высадка на остров Киферу», которая, по словам Моне, была его любимой в Лувре. Несмотря на незаконченность работы, посмотреть неё, по свидетельству Базиля, собралось более 20 художников. Зимой 1865—1866 годов Базиль вместе с Курбе посетил мастерскую Моне: Базиль «был в восторге» от картины, однако, по сведениям Гюстава Жеффруа, именно комментарии Курбе стали причиной отказа Моне от дальнейшей работы над полотном. Как писал в своём дневнике граф Гарри Кесслер, в ноябре 1903 года вместе с Рейссельберге посетивший мастерскую художника в Живерни, Моне рассказывал, что по совету Курбе начал переделывать женские платья и в результате окончательно испортил холст. После этого, чтобы хоть что-то выставить на Салон, Моне за четыре дня написал «Женщину в зелёном» (холст, масло, 231 × 151 см; Бременская картинная галерея), для которой моделью снова послужила Камилла. «Женщина в зелёном» была допущена к выставке и вместе с «Дорогой на Шайи» экспонировалась на Салоне, где была положительно оценена критикой.
Не успев с «Завтраком» к Салону, в апреле 1866 года Моне уехал с Камиллой в небольшой домик близ Виль-д’Авре, написав Арману Готье о своём решении «оставить на некоторое время в стороне все крупные вещи, которые только съедали бы все мои деньги и ставили меня в трудности». Незадолго до открытия Парижского салона, Моне прекратил работу над почти законченным полотном, так и не показав его ни жюри, ни публике. Было объявлено, что он опасался отказа, но жюри Салона 1866 года было достаточно либеральным и уже принимало его рискованные работы. Однако и в этом случае картина наверняка превратилась бы в мишень для большинства критиков, хотя и стала бы «манифестом пленэризма»: объединяя в себе все амбиции Курбе и Мане, но без сексуального подтекста или политических и социальных нотаций. Затем Моне начал картину для следующего Салона, обобщив в ней то, что он понял во время работы над «Завтраком», и одновременно отказавшись от огромных масштабов, резких контрастов, а также переноса пленэрных эскизов на холст в мастерской. Итогом этого стали «Женщины в саду» (холст, масло, 255 × 205 см; Музей Орсе), на которых Моне, также как и в «Завтраке», изобразил так ему полюбившиеся меняющиеся эффекты естественного света, а помимо этого, и такие же женские платья. Здесь Камилла позировала уже для трёх женских фигур, в связи с чем их лица не могут сравниться с настоящими портретами. Примечательно, что всю картину Моне целиком создал на природе, для чего вырыл канаву в земле и постепенно, по мере заполнения холста, опускал его в яму, чтобы писать все части с одного ракурса. Несмотря на амбиции Моне, его полотно «Женщины в саду» было отвергнуто жюри Салона 1867 года во имя «спасения искусства» от «этого отвратительного направления».

## Композиция
Картина (меньшая версия) написана маслом на холсте, а её размеры составляют 130 × 181 см. Слева внизу подпись и дата чёрной краской: «Claude Monet 66».

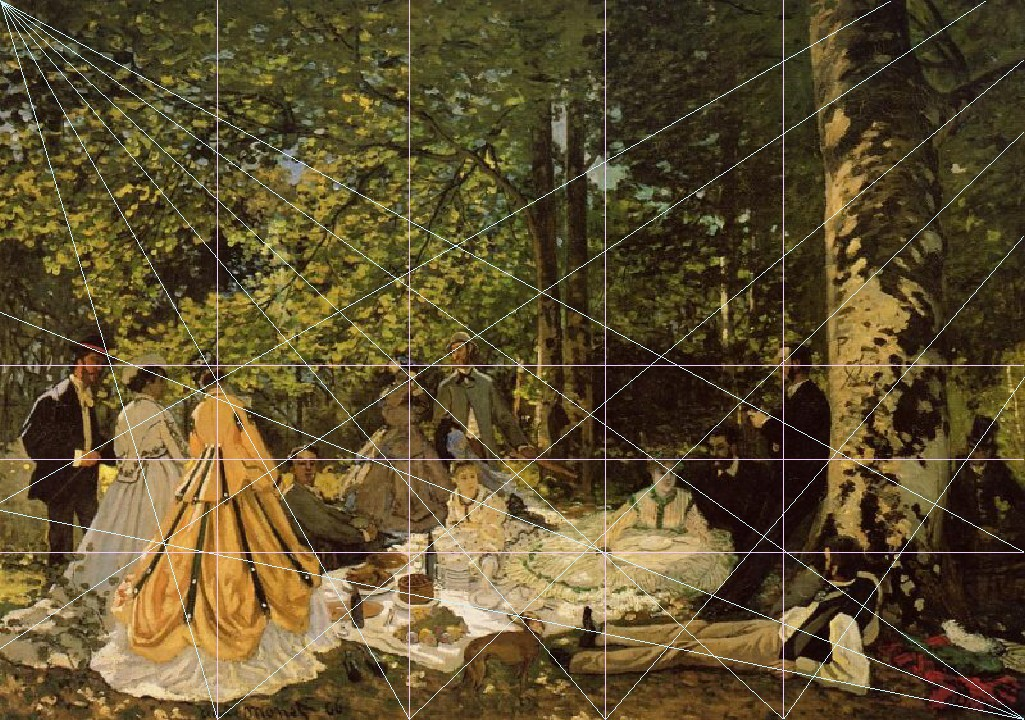
Композиционные линии на картине

На полотне в полный рост изображены 12 фигур полностью одетых людей, которые наслаждаются солнечным днём на освещённой солнцем лесной опушке в довольно театральной мизансцене, фоном которой выступает природный пейзаж. Лица большинства мужчин отвёрнуты от зрителя, а две дамы и вовсе изображены со спины, что даёт возможность рассмотреть складки их разноцветных, зелёных и жёлтых платьев. В отличие от картин классического стиля на полотне Моне люди полностью заняты своей беседой и никак не вступают в контакт со зрителем, лёжа на земле или прислонившись к деревьям. На одном из них видно вырезанное сердце, символизирующее любовь Камиллы и Моне, которую ему приходилось скрывать от осуждения родственников, доказательством чего может служить сидящий за деревом мужчина, в котором художник, вероятно, вывел своего собственного отца, шпионящего за возлюбленными. Художник сделал главными героями полотна своих друзей, собравшихся на пикник, при этом его интересовало не написание бытовых деталей, а запечатление свободным мазком игры рефлексов солнечного света на листве, платьях дам, постеленной на траве скатерти.
Изображён ясный, светлый, несколько прохладный, летний или весенний день. Синее-синее небо мелькает сквозь ярко-зелёную листву. Местами пробиваются светлые лучи солнца. Под деревьями расположилось многочисленное общество: мужчины в типичных для того времени бархатных пиджаках и серых брюках, дамы в широчайших кринолинах. Одни стоят и болтают, другие прогуливаются, третьи присели к еде или растянулись в траве. Посреди этих групп – белоснежная, ослепительная скатерть, накрытая прямо на землю, и на ней блестит и сверкает хрусталь, заманчиво желтеют яства и тёмными, вкусными пятнами торчат бутылки. Пахнет травой и деревьями, свежо, светло и весело.Александр Бенуа, 1900 год.
Изображение природы, естественный свет, видимый на волосах и плечах людей, размытие цвета на тщательно прорисованных листьях деревьев — всё это характеризуется импрессионистической техникой, получившей сильное развитие в творчестве Моне и ставшей его главным художественным стилем. В настоящее время критики оценивают картину как шедевр Моне и его дебют в импрессионизме, ознаменовавшийся настоящей революцией в истории искусства. Об этом говорит активное использование художником на данной картине чёрного цвета, от которого импрессионисты впоследствии отказались, считая, что он не существует в чистом виде в природе и может быть более натурально передан рефлексами других цветов, как в упоминавшихся «Женщинах в саду».

## Судьба

### Части

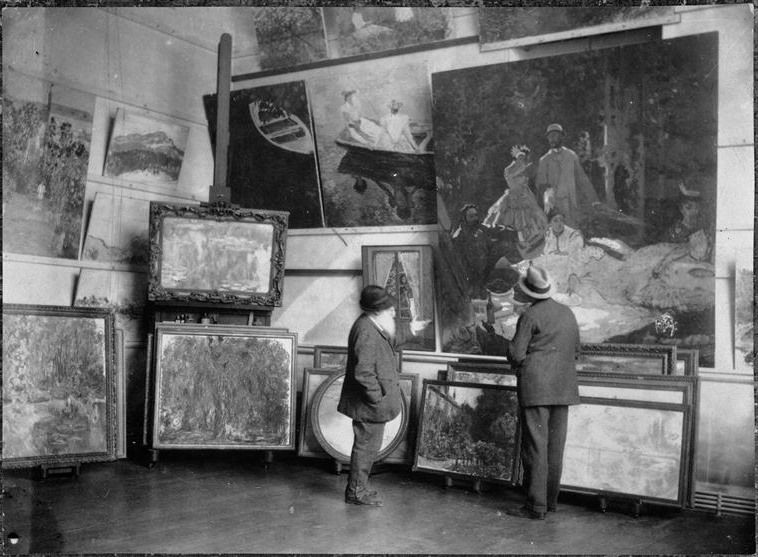
Моне и герцог Тревизо перед средней, ещё не обрезанной справа, частью «Завтрака», 1920 год. Фото П. Шумоффа

Моне стал признанным мастером импрессионизма, несмотря на творческую неудачу с «Завтраком на траве», картиной-символом своей эпохи, которой была уготована трагическая судьба. В ноябре 1920 года в Живерни к художнику на его 80-летие приехал герцог Тревизо, во время бесед с которым Моне продемонстрировал многие свои работы, в том числе «Кувшинки», а также среднюю часть «Завтрака на траве», впервые спустя 50 лет со времени создания картины. Впоследствии, по мотивам бесед с Моне, герцог Тревизо опубликовал обстоятельный очерк «Паломничество в Живерни», проиллюстрированный фотографом Пьером Шумоффом. Известна фотография, на которой художник и герцог запечатлены стоящими у «Завтрака» в мастерской. Тогда-то Моне и рассказал ему, что случилось с картиной: «Мне очень важна эта работа, такая неполная и изуродованная; я должен был заплатить за аренду, я отдал её в залог хозяину, хранившему её в своем подвале, и когда я наконец-то смог забрать её, то увидел, что она успела заплесневеть».

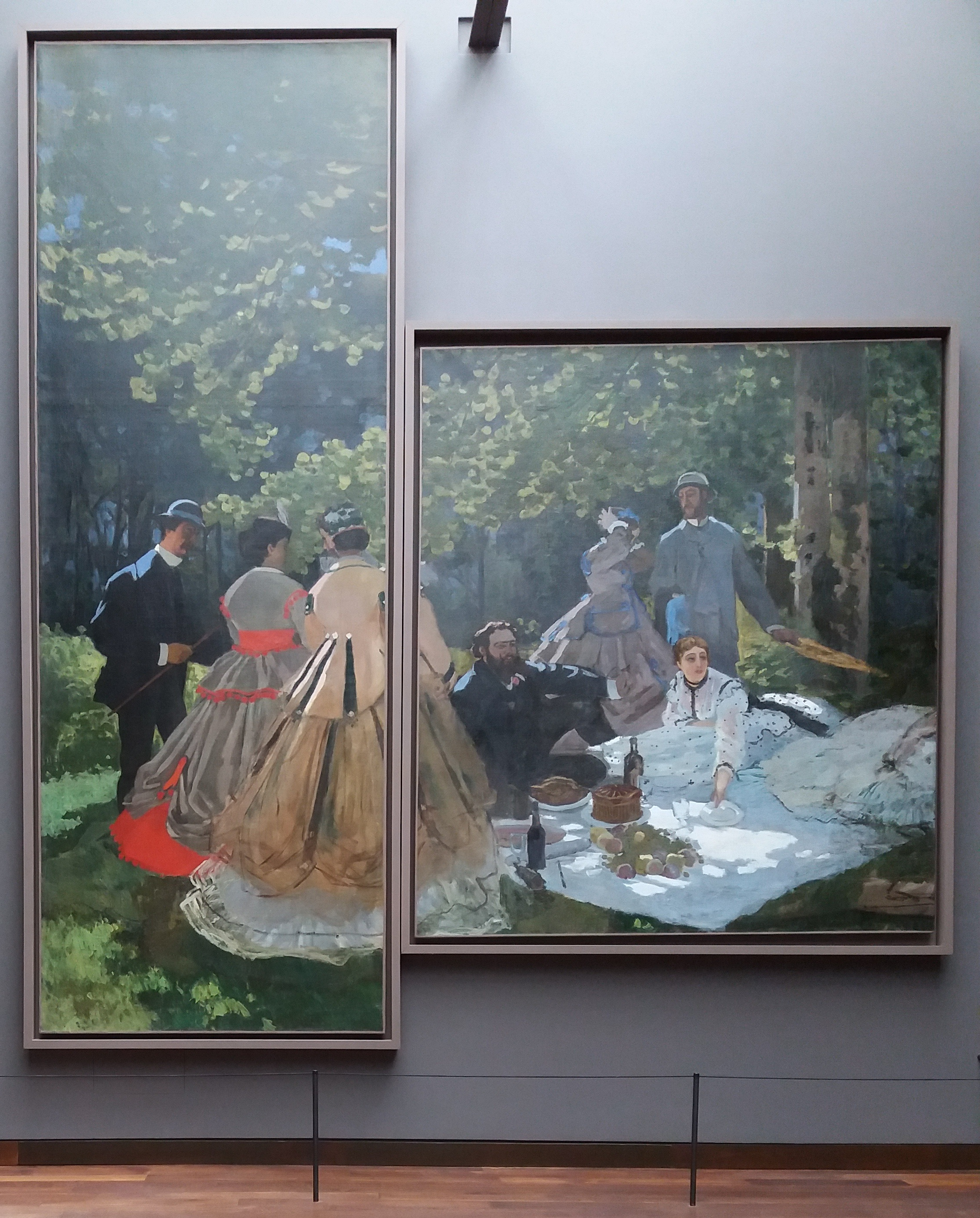
Обе части в музее Орсе, 2020 год

Так, в июне 1874 года Моне арендовал дом в Аржантёе за 1400 франков в год у плотника Александра-Адониса Фламена и в октябре переехал туда с семьёй. В январе 1878 года «Завтрак» был оставлен Фламену в качестве залога просроченной задолженности Моне и в течение следующих шести лет холст лежал свернутым в подвале. Некоторое время спустя Моне вступил в переписку с Фламеном по поводу возвращения картины, для чего в марте 1884 года попросил у своего арт-дилера Дюран-Рюэля денег в долг. В том же году художник вернул себе полотно и разрезал его на три части. Правый фрагмент подгнил из-за влажности и был навсегда утерян, а две единственные сохранившиеся левая (4,18 × 1,5 м) и средняя (2,487 × 2,18 м) части дошли до нашего времени. После Моне обе работы находились у его сына Мишеля. Левая часть некоторое время хранилась в частной коллекции, а с 1931 года — у Жоржа Вильденштейна. В 1957 году он передал картину в дар государству, после чего она была приписана к Лувру и выставлялась в галерее Же-де-Пом до 1986 года, когда была передана в музей Орсе. В 1920-х годах, вероятно, после смерти Моне, от середины справа была отрезана полоса с плечами и головой женщины в полосатом платье. Средняя часть находилась в коллекции Мирана Экнаяна, пока не была принята государством в качестве уплаты налога на наследство и в 1987 году приписана музею Орсе, воссоединившись с левой стороной.
| Левый фрагмент | Чёрный квадрат   | Чёрный квадрат |
| Левый фрагмент | Средний фрагмент | Чёрный квадрат |
| Левый фрагмент | Чёрный квадрат   | Чёрный квадрат |
| Приблизительный вид картины «Завтрак на траве»: левый и средний уцелевшие фрагменты в сравнении с утраченными частями полотна |                  |                |

### Версия
Меньшая версия в 1866—1867 годах выставлялась в галерее арт-дилера Л. Латуша. Некоторое время картина находилась в коллекции оперного певца Жана-Батиста Фора. Она экспонировалась на выставке работ Моне в галерее Дюран-Рюэля, прошедшей 22 ноября — 15 декабря 1900 года. Там, приехав на Всемирную выставку, картину увидел критик Александр Бенуа, охарактеризовавший её как «пожалуй, самое блестящее произведение Моне» и «одно из прекраснейших за всё XX столетие». Так, писал он в журнале «Мир искусства»:
Грустно осознание, что все музеи современной живописи, русские и иностранные — ничто иное, как рассадники мёртвого академического искусства или отвратительного эклектизма. Нельзя и мечтать о том, чтобы такая картина, как этот „Déjeuner sous bois“ Кл. Монэ, была приобретена Петербургом или Москвой. Когда-нибудь и такие картины будут приобретаться, когда-нибудь плетущаяся за жизнью история возведёт их в разряд классических произведений, но тогда уже будет поздно, они не будут благотворно влиять на молодые поколения, ушедшие совершенно в другую сторону, а будут себе висеть рядом с Рембрандтом и Тицианом на усладу туристам и бездарным копистам. А между тем, одна такая картина могла-бы теперь иметь бесконечно более глубокое и благотворное влияние на развитие наших художников, нежели те тысячи уродливых холстов, которые заполняют наши национальные музеи. Картина Монэ всё ещё вполне современна; она свежа, ярка и убедительна, и в ней содержится больше указаний и советов для художника, нежели во всех академиях, вместе взятых.

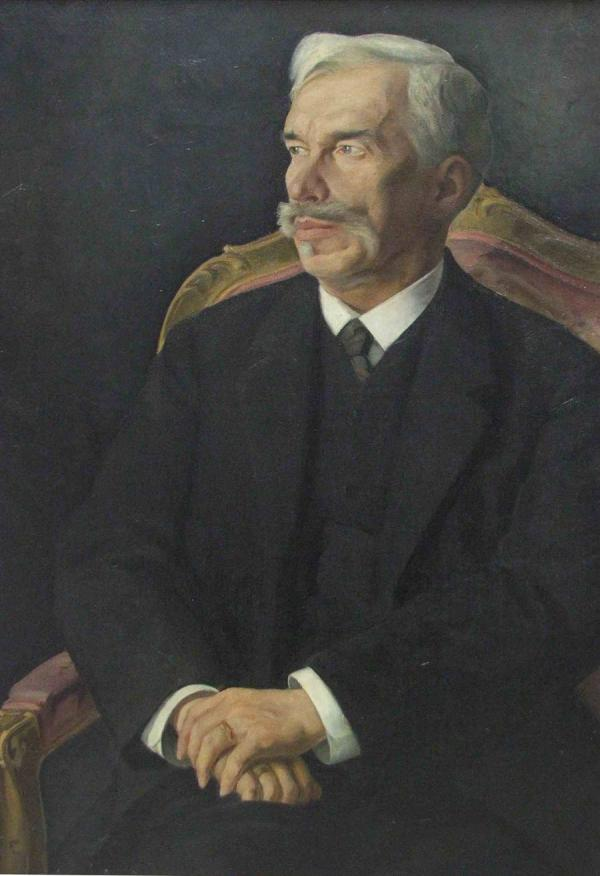
Портрет Щукина, Дмитрий Мельников, 1915 год

Спустя несколько лет упрёк Бенуа был опровергнут. Картина была приобретена лично у Моне московским купцом и меценатом Сергеем Щукиным, активно собиравшим работы тогда ещё непонятных общественности импрессионистов, которые он выставлял на открытое обозрение публики в доме Трубецких. Купил он работу в ноябре 1904 года, отдав за неё 30 тысяч франков через арт-дилера Пауля Кассирера. Таким образом, Щукин стал обладателем тринадцати полотен Моне, практически закрыв для себя тему коллекционирования импрессионистов. Одним из тех, кто видел «Завтрак» у Щукина, был критик Яков Тугендхольд, посвятивший его собранию обстоятельную статью.

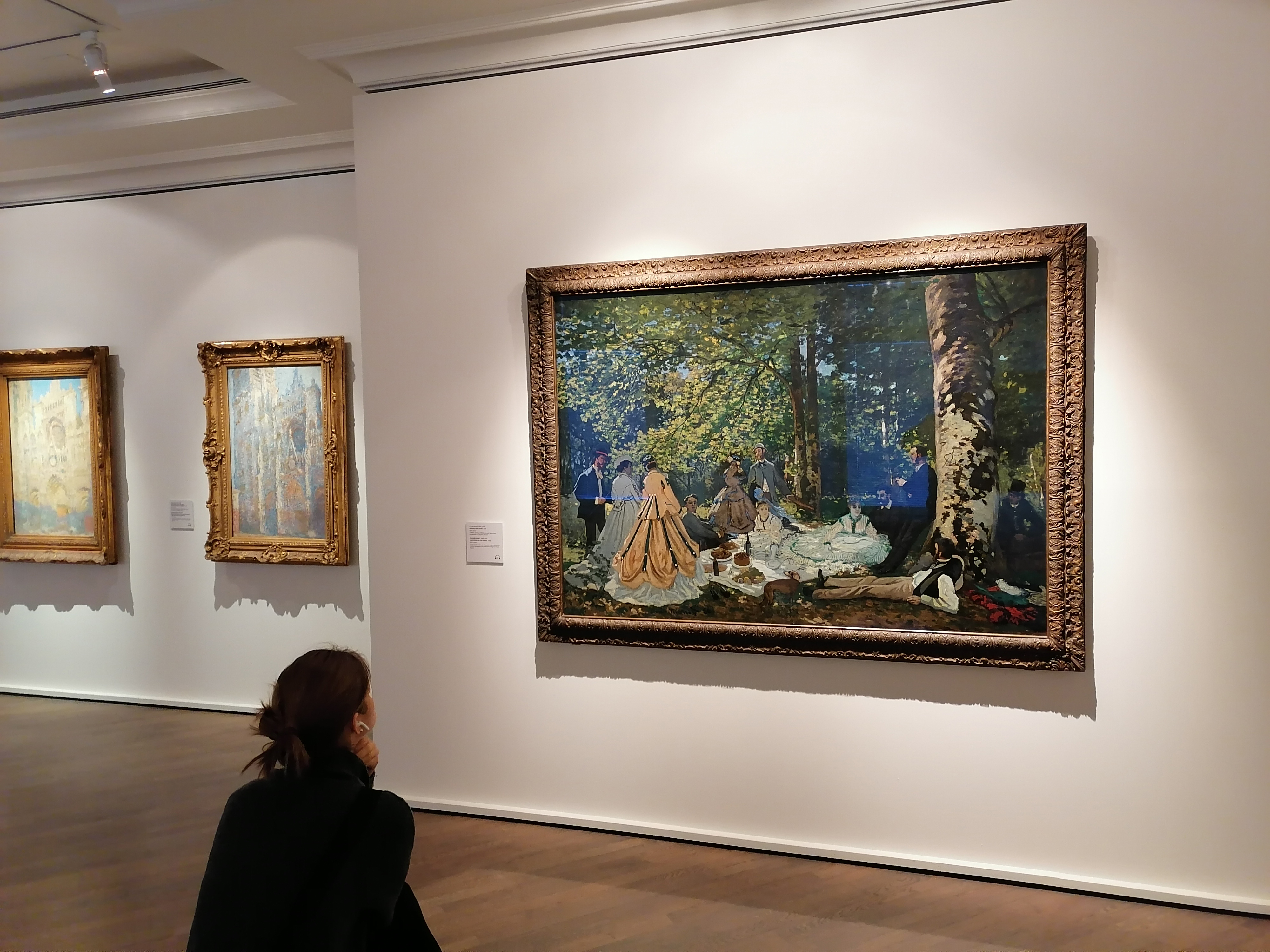
Картина в Пушкинском музее, 2020 год

Коллекция Щукина — ещё до его эмиграции в Германию в августе 1918 года — была национализирована в соответствии с декретом Совета народных комиссаров РСФСР от 11 мая 1918 года «О национализации Художественной Галлереи Щукина» за подписью Ленина и целиком передана в новосозданный Государственный музей нового западного искусства. В 1930-е годы некоторые работы были проданы за границу, а в 1948 году, после ликвидации музея в соответствии с постановлением Совета министров СССР № 672 от 6 марта 1948 года «О ликвидации Государственного музея нового западного искусства» за подписью Сталина, собрание Щукина было разделено между Государственным Эрмитажем и Государственным музеем изобразительных искусств имени А. С. Пушкина, куда и попал «Завтрак на траве». В настоящее время картина под номером Ж-3307 находится в галерее искусства стран Европы и Америки XIX—XX веков.
В рамках года культурного туризма Россия—Франция с 22 октября 2016 года по 20 февраля 2017 года картина Моне среди работ Гогена, Пикассо и Матисса из коллекции Щукина экспонировалась в «Фонде Луи Виттона» в Париже на выставке «Шедевры современного искусства» под кураторством Анны Балдассари при сотрудничестве с министром культуры России Владимиром Мединским, директором Государственного музея изобразительных искусств имени А. С. Пушкина Мариной Лошак, директором Государственного Эрмитажа Михаилом Пиотровским и директором Государственной Третьяковской галереи Зельфирой Трегуловой. В день открытия выставку посетил президент Франции Франсуа Олланд, в то время как предполагавшийся визит президента России Владимира Путина был отложен из-за политических разногласий в связи с войнами в Сирии и на Украине. В следующем месяце Путин принял у себя в Кремле главу компании «Louis Vuitton» Бернара Арно, поблагодарив его «за выставку, которую вы организовали в Париже».